# Mikkel Lassen
Mikkel Møller Lassen (født 19. juni 2001) er en dansk fodboldspiller, der spiller for Vendsyssel FF. Lassens foretrukne plads på banen er som back.

## Karriere
Lassen spillede i Odder IGF, der er en af AGF's samarbejdsklubber, inden han som 11-årig skiftede til AGF.

### AGF
Lassen var anfører på klubbens U/14, U/15, U/17 og U/19-hold. I 2017 skrev han under på en treårig ungdomskontrakt med AGF.
Han fik sin officielle debut for AGF den 11. september 2019, da Jesper Juelsgård blev skadet under opvarmningen til pokalkampen mod Fynsserieholdet Marstal/Rise. AGF var bagud 2-0, men vandt efter forlænget spilletid 2-6. Den 7. oktober 2019 forlængede han sin kontrakt med AGF frem til sommeren 2024. Kontrakten afløste den efterfølgende sommer den tidligere ungdomskontrakt, og på samme tidspunkt blev han også en fast del af klubbens førsteholdstrup.
Den 4. oktober 2020 fik Lassen sin debut i Superligaen for AGF, da han blev skiftet ind i de sidste minutter af kampen - en kamp, der endte med resultatet 1-1.

#### Skive
I vinteren 2021 blev Lassen lejet ud til Skive IK for forårssæsonen. Han nåede at spille elleve kampe og score to mål, inden han i sommerpausen samme år vendte tilbage til AGF.

#### AC Horsens
Sidst i transfervinduet i august 2021 blev Lassen udlejet til AC Horsens på en aftale, der løber resten af året. I aftalen har Horsens fået en købsoption. Han gjorde det så godt i klubben, at Horsens efter afslutningen af efterårssæsonen udnyttede købsoptionen og gav Lassen en kontrakt, der løber til udgangen af 2024.